# Always a New Beginning
Always a New Beginning (übersetzt Immer ein Neuanfang) ist ein US-amerikanischer Dokumentarfilm von John D. Goodell aus dem Jahr 1974. Der Film war für einen Oscar nominiert.

## Inhalt
In dem Dokumentarfilm geht es um die Gründung und den Betrieb des Institutes for the Achievement of Human Potential. Der Film konzentriert sich ausschließlich auf die Arbeit von Gelnn Doman und Carl Celacato, die dem vorgenannten Institut angehören, einer weltweiten Organisation, die rund 2.500 Patienten behandelt, meist junge Menschen mit Hirnverletzungen. Wir begleiten die beiden Ärzte durch eine Reihe von Vorlesungen und Forschungsseminaren zum Thema geistige Behinderung sowie auf Informationsbeschaffungsreisen rund um die Welt (auch wenn die gesuchten Fakten nicht immer geklärt werden). Der Dokumentarfilm wirbt für eine Spezialbehandlung hirngeschädigter Kinder und für verschiedene neue Techniken, die darauf abzielen, allen Kindern schon in jungen Jahren eine geistige Anregung zu geben. Das wiederum würde dazu führen, dass zukünftige Generationen entstehen, die die Probleme der Welt besser lösen könnten. 
Die Ärzte und die Crew reiste durch 26 Länder und filmte an vielen ungewöhnlichen Orten, darunter in Entbindungsstationen von Krankenhäusern und Zoos. Gezeigt werden Jugendliche, die sich in Behandlung befinden, wobei erklärt wird, was der jeweilige Grund ist, den Erfolg in gerade dieser oder einer anderen Therapieform zu suchen. Gezeigt werden auch die Emotionen der jeweiligen Hauptpersonen, denen freier Lauf gelassen wird, ohne zu versuchen, ein Thema künstlich auszuschlachten.

## Produktionsnotizen, Veröffentlichung
Produziert wurde der Film von Goodell Motion Pictures. Der Film wurde mit einem Budget von etwa 400.000 Dollar in einem Zeitraum von fünf Jahren und in 26 Ländern gedreht.
In den Vereinigten Staaten wurde der Film erstmals im März 1974 veröffentlicht.

## Rezeption

### Kritik
In der Variety war die Bewertung des Films durchaus positiv, die Rede war von einem bewegenden, aber weitschweifigen Dokumentarfilm über hirngeschädigte Kinder. Angesichts der simplen thematischen Entschlossenheit, die der Film vermittle, sei es schwer, John D. Goodells für einen Oscar nominierten Dokumentarfilm zu widerstehen. Always A New Beginning sei ein einfacher, gut produzierter und umgesetzter Film, der sich trotz seiner bohrenden erhabenen Prinzipien als wirklich bewegender Essay über die frühe Kindheit erweise. Der Effekt des Films bestehe darin, die Diskussion über hirngeschädigte Kinder durch die Einführung von Reisebericht-Elementen zu entschärfen, die zwar farbenfroh, aber nicht besonders markant seien. Das Wertvolle an dem Film sei die Darstellung von Jugendlichen in Behandlung und die Erklärung der Gründe für den Erfolg verschiedener Therapieformen. Im Allgemeinen sei die Produktionsqualität erstklassig, auch wenn die feierliche Betonung von Goodells gelegentlich pompöser Erzählung durch den Erzähler James Lawless etwas ablenkend wirke. Besonders hervorzuheben sei die hervorragende Filmmusik von Herb Pilhofer, ein lyrisches, vom Pop beeinflusstes Werk, das für sich allein stehen könne und aufgenommen werden sollte.

### Auszeichnung
Academy Awards 1974
- Nominiert John D. Goodell in der Kategorie „Bester Dokumentarfilm“